# Дабровски, Габриэла
Габриэла (Габи) Дабровски (англ. Gabriela Dabrowski; род. 1 апреля 1992, Оттава) — канадская теннисистка, специализирующаяся на выступлениях в парах. Победительница одного турнира Большого шлема в женском парном разряде (Открытый чемпионат США-2023) и двух турниров Большого шлема в миксте (Открытый чемпионат Франции-2017, Открытый чемпионат Австралии-2018); финалистка двух турниров Большого шлема в парном разряде (Уимблдон-2019, 2024) и двух турниров Большого шлема в миксте (Открытый чемпионат Франции-2018, 2019). Победительница 19 турниров WTA в парном разряде (в том числе Итогового турнира WTA 2024 года); чемпионка Панамериканских игр (2015) в парном разряде; бронзовый призёр Олимпийских игр 2024 года в смешанном парном разряде; обладательница Кубка Билли Джин Кинг (2023) в составе сборной Канады.
Бывшая 5-я ракетка мира в юниорском рейтинге; победительница одиночного турнира Les Petits As (2006) и Orange Bowl (2009); финалистка одного юниорского турнира Большого шлема в парном разряде (Открытый чемпионат Австралии-2010),

## Спортивная карьера

### Юниорский тур и начало профессиональной карьеры
Габриэла в теннисе с семи лет; любимое покрытие — хард.
Дабровски быстро прогрессировала в юниорские годы, заслужив внимание многих специалистов: начав с удачных выступлений на внутриканадских соревнованиях в своём возрасте, она вскоре выдвинулась в лидеры национального тенниса в этом возрасте. В начале 2006 года канадке покорился престижный юниорский турнир Les Petits As, носивший в тот период звание неофициального чемпионата мира среди четырнадцатилетних. В конце этого же 2006 года она добралась до финала парного турнира Orange Bowl среди шестнадцатилетних. Когда финансовое положение семьи в 2009 году перестало позволять регулярные занятия, девочку пригласили тренироваться в спорткомплексе Федерации тенниса Канады в Монреале. Вскоре Дабровски завоевала титул чемпионки на Orange Bowl (переиграв в матче за титул Кристину Младенович) и добралась до пятой строчки местного рейтинга в туре старших юниоров. Тогда же она сыграла в своём единственном парном финале на турнирах Большого шлема в этой возрастной группе: в Открытом чемпионате Австралии Дабровски и Тимея Бабош переиграли во втором раунде сестёр Плишковых, но уступили в решающем матче Яне Чепеловой и Шанталь Шкамловой.
Выступления в юниорском туре на несколько месяцев прервала травма, полученная в начале 2010 года. Когда Дабровски вернулась на корт, с ней начал работать немецкий тренер, с которым они не сошлись характерами, а возвращение в тренировочную группу Федерации тенниса Канады оказалось невозможным. В итоге в начале профессиональной карьеры Дабровски её тренировал отец — Юрек. Результаты во взрослом туре долгое время оставляли желать много лучшего: в одиночном разряде Габриэла с большим трудом привыкала к новому уровню соперниц и лишь к 2013 году смогла регулярно обыгрывать игроков первой сотни рейтинга, впервые пробиться в число участниц квалификационного турнира на взрослых турнирах Большого шлема и время от времени доходить до финалов на соревнованиях тура ITF. Парные результаты прогрессировали быстрее: по протекции национальной федерации Габриэла имела возможность регулярно играть в паре с сильнейшими теннисистками страны, что со временем стало давать результат: Дабровски сначала смогла стать заметной силой на небольших соревнованиях, а к 2013 году, накопив неплохой парный рейтинг, она смогла более чем успешно попробовать себя и на соревнованиях WTA: в феврале, на турнире в Мемфисе, сыгранный альянс Дабровски / Кудрявцева переиграл сильную пару Главачкова / Градецкая, в мае канадка реализовала полуслучайный шанс сыграть в основе турнира WTA в Брюсселе: вместе с Шахар Пеер она добралась здесь до своего первого финала на соревнованиях подобного уровня, оказавшись лучше в условиях постоянных переносов матчей из-за дождя многих формально более квалифицированных дуэтов, однако в решающем матче канадо-израильский альянс без особой борьбы уступил паре Грёнефельд / Пешке. До конца сезона Дабровски потерпела ещё несколько похожих поражений: на Rogers Cup она и Шэрон Фичмен переиграла тогдашнюю первую пару мира — Эррани / Винчи, но затем канадки не смогли выйти в финал, уступив за шаг до него паре Янкович / Лучич-Барони. Осенью Габриэла добралась до своего второго финала на соревнованиях WTA: в Линце, вместе с Алицией Росольской, она уступила титул сёстрам Плишковым. 2013 год был ознаменован для Дабровски также дебютом в составе сборной Канады в Кубке Федерации. Играя только в парном разряде, она выиграла в феврале с Шэрон Фичмен и Стефани Дюбуа все три своих встречи в I Американской группе, в том числе принеся команде решающее очко в финальном матче с бразильянками.

### 2014—2016
Следующий год принёс дальнейший рейтинговый прогресс: не без успеха совмещая игру на средних турнирах ITF и небольших соревнованиях WTA, Дабровски смогла войти и закрепиться во второй сотне одиночного рейтинга: в июле был впервые сыгран матч в рамках основных сеток турниров ассоциации — в Бостаде, где в первом круге Дабровски выиграла у тогдашней 39-й ракетки мира Камилы Джорджи; а в ноябре был завоёван первый титул в протуре: на зальном 50-тысячнике в Торонто канадка переиграла в титульном матче Марию Санчес из США. Парная часть года была отмечена дебютом на турнирах Большого шлема — во Франции, несколькими выигранными матчами на этом уровне, а также первым парным титулом WTA — в Вашингтоне Габриэла вместе с Сюко Аоямой переиграла в решающем мачте ещё двух японок: Хироко Кувату и Куруми Нару.
2015 год принёс Дабровски второй парный титул на турнирах WTA. На Панамериканских играх в Торонто она с Кэрол Жао завоевала чемпионское звание в женском парном разряде, а в смешанных парах с Филипом Бестером стала финалисткой; в одиночном разряде её продвижение было остановлено в четвертьфинале. Сезон Дабровски завершила в числе 50 лучших теннисисток мира в парном разряде. В июне 2016 года канадка дважды подряд выходила в финал турниров WTA базовой категории, с Марией Хосе Мартинес-Санчес завоевав на Майорке свой третий титул. На Олимпиаде в Рио-де-Жанейро с ней в паре играла ведущая канадская одиночница Эжени Бушар, но они оступились уже во втором круге, проиграв чешской паре Луция Шафаржова-Барбора Стрыцова — будущим бронзовым призёрам. В одиночном разраяде Дабровски записала в свой актив ещё один титул в турнирах ITF, завоёванный в конце года в Нашвилле.

### 2017—2019: титулы в миксте и попадание в топ-10 в женских парах
В 2017 году в парной карьере Дабровски произошёл качественный скачок. За сезон она три раза играла в финалах турниров WTA с партнёршами из КНР, в паре с Сюй Ифань выиграв два премьер-турнира. В Майами, где они впервые играли вместе, были побеждены четыре сеяных пары, в том числе в четвертьфинале вторая пара турнира Елена Веснина/Екатерина Макарова. Летом в Нью-Хейвене посеянная четвёртой китайско-канадская пара в финале победила вторую — Кейси Деллакква/Эшли Барти. Сразу вслед за этим Сюй и Дабровски дошли до четвертьфинала на Открытом чемпионате США, где уступили Шафаржовой и Стрыцовой. Они обеспечили себе участие в финальном турнире тура WTA, куда приглашаются только восемь лучших пар, но там сразу же проиграли действующим чемпионкам Весниной и Макаровой. Ещё более внушительным оказался успех Дабровски в миксте — в паре с индийцем Роханом Бопанной она выиграла Открытый чемпионат Франции, став первой женщиной-канадкой, завоевавшей титул на взрослых турнирах Большого шлема. По пути к победе Дабровски и Бопанна обыграли вторую и третью сеяные пары (Саня Мирза/Иван Додиг и Андреа Главачкова/Эдуар Роже-Васслен).
Уже во втором своём турнире 2018 года, в Сиднее, Дабровски и Сюй Ифань завоевали очередной титул. В финале, проходившем при сильном ветре, они уверенно переиграли первую ракетку мира Латишу Чан и Андрею Сестини-Главачкову. На Открытом чемпионате Австралии Дабровски и Сюй дошли до четвертьфинала, где едва не обыграли посеянных вторыми Веснину и Макарову. В миксте в паре с хорватом Мате Павичем канадка завоевала в Мельбурне второй титул на турнирах Большого шлема, в финале победив своего бывшего партнёра Рохана Бопанну и Тимею Бабош. После того, как на турнире в Санкт-Петербурге Сюй травмировала спину, Дабровски возобновила сотрудничество с представляющей Латвию Еленой Остапенко, с которой до этого сыграла два турнира в 2017 году. Латвийско-канадский тандем, в котором Остапенко обеспечивала физическую мощь, а Дабровски — тактические тонкости, успешно выступил на премьер-турнире в Катаре, завоевав чемпионское звание. После этого Дабровски вошла в число десяти лучших теннисисток мира в парном разряде, достигнув к марту 7-й строчки в рейтинге — второе место в парном рейтинге за всю историю канадского женского тенниса (в начале 1989 года Джилл Хетерингтон поднималась до 6-й позиции). В Открытом чемпионате Франции Габриэла и Мате Павич, посеянные под первым номером, второй раз подряд вышли в финал в миксте, но там уступили второй сеяной паре Чжань Юнжань-Иван Додиг. Выиграв в июне премьер-турнир в Истбурне, Дабровски и Сюй затем добрались на Уимблдоне до первого в карьере канадки полуфинала турнира Большого шлема в женских парах. Там они проиграли 12-й паре турнира Квета Пешке-Николь Мелихар. В октябре канадско-китайская пара дошла до финала турнира высшей категории в Пекине, второй раз подряд обеспечив себе участие в итоговом турнире года, но там, как и в предыдущем сезоне, выбыла из борьбы после первого же матча.
На старте сезона 2019 года Дабровски и Сюй долго не могли выйти на пик формы. В Открытом чемпионате Австралии они проиграли в первом раунде, а больше двух матчей за турнир впервые выиграли только в марте, в Индиан-Уэлс, где выбыли из борьбы в полуфинале. В первый финал в сезоне они вышли на турнире Premier Mandatory в Мадриде, в четвертьфинале переиграв первую пару мира Барбора Крейчикова-Катерина Синякова прежде, чем уступить Стрыцовой и Се Шувэй. В мае в турнире базовой категории в Нюрнберге канадско-китайская пара завоевала первый титул в сезоне. На «Ролан Гаррос» Дабровски и Сюй стали четвертьфиналистками. В паре с Павичем канадка третий год подряд вышла в финал в миксте, но, как и в прошлый раз, они уступили там Чжань и Додигу, ставшим первой за Открытую эру смешанной парой, защитившей титул чемпионов Франции. Через месяц на Уимблдоне Дабровски впервые в карьере пробилась в финал турнира Большого шлема и в женских парах. Как и в Мадриде, они с Сюй обыграли по пути в финал Крейчикову и Синякову (на этот раз посеянных вторыми), а в финале были остановлены Стрыцовой и Се Шувэй. К концу сентября Дабровски и Сюй в третий раз подряд гарантировали себе участие в итоговом турнире года. По завершении сезона было объявлено, что в 2020 году они будут выступать с новыми партнёршами — Остапенко и Николь Мелихар соответственно.

### 2020—2022
Сезон 2020 года оказался сокращён из-за пандемии COVID-19. В итоге Дабровски не успела завоевать за сезон ни одного титула, хотя трижды играла в финалах премьер-турниров с тремя разными партнёршами. Вначале в Аделаиде канадка и Дарья Юрак проиграли Сюй Ифань и её новой партнёрше Мелихар. Позже Дабровски второй раз дошла до финала в Дохе с Остапенко, но не смогла повторить успех двухлетней давности, и наконец осенью в паре с бразильянкой Луизой Стефани пробилась в финал в Остраве. Этот турнир был первым, где Дабровски и Стефани выступали вместе. Лучшими результатами канадки в турнирах Большого шлема стали два четвертьфинала в женских парах и полуфинал Открытого чемпионата Австралии в миксте.
Первая половина 2021 года развивалась для Дабровски схожим образом. На турнире в Мадриде она дошла до финала с Деми Схюрс, но снова не смогла завоевать чемпионское звание, а в турнирах Большого шлема и Олимпийских играх выбывала из борьбы уже на ранних этапах. После Олимпиады, однако, канадка возобновила сотрудничество со Стефани, только что завоевавшей в Токио медаль в женских парах. Как и в первом своём турнире, они дошли до финала в трёх следующих — в Сан-Хосе, Монреале и Цинциннати, завоевав титул на Открытом чемпионате Канады. После этого канадско-бразильская пара пробилась в полуфинал Открытого чемпионата США, но там в матче с Кори Гауфф и Кэти Макнэлли при счёте 2:0 на тай-брейке в первом сете Стефани получила тяжёлую травму ноги, после которой покинула корт в кресле-каталке. За четыре турнира пара обеспечила себе право на участие в итоговом турнире года, но Стефани не сумела оправиться после травмы к его началу.
В 2022 году Дабровски составила пару с Гильяной Ольмос — мексиканской теннисисткой, в предыдущем сезоне в паре в Шэрон Фичмен занявшей вакантное место в финальном турнире. Начав сезон неудачно, они затем усилили игру. Первый титул за год был завоёван в турнире высшей категории в Мадриде, а через неделю Дабровски и Ольмос дошли до финала Открытого чемпионата Италии. Осенью они выиграли турнир WTA 500 в Токио. В совокупности с ещё двумя полуфиналами турниров WTA 1000 (в Индиан-Уэлс и Торонто) и четвертьфиналом Открытого чемпионата США эти результаты позволили им стать второй парой, досрочно обеспечившей себе место в итоговом турнире года (первыми в финал вышли Крейчикова и Синякова — действующие чемпионки). Ещё один титул Дабровски завоевала в сентябре в Ченнаи с пропустившей целый год Стефани; для бразильянки этот турнир был первым после возвращения в профессиональный тур.

### 2023—2024
В первой половине 2023 года Дабровски не добивалась значительных успехов. Ситуация изменилась летом, когда канадка составила пару с новозеландской теннисисткой Эрин Рутлифф. Уже на своём четвёртом турнире — Открытом чемпионате США — они завоевали чемпионский титул, ставший для Дабровски первым в турнирах Большого шлема в женских парах, а для Рутлифф — первым в любом разряде на этом уровне. До конца года они ещё дважды играли в финалах турниров, завоевав один титул, и пробились в полуфинал Итогового турнира WTA, где были посеяны седьмыми, но выиграли все три встречи на групповом этапе. После этого в составе сборной Канады Дабровски завоевала первый в истории сборной Кубок Билли Джин Кинг.
В 2024 году Дабровски и Рутлифф пять раз играли в финалах турниров разного уровня (включая поражение от Катерины Синяковой и Тейлор Таунсенд в финале Уимблдонского турнира) и завоевали один титул — в турнире базового уровня в Ноттингеме. Канадка также стала бронзовым призёром Олимпийских игр в Париже, где её партнёром в миксте был Феликс Оже-Альяссим. По итогам сезона Дабровски и Рутлифф пробились в Итоговый турнир WTA, где были посеяны вторыми, и одержали в нём пять побед подряд, завоевав чемпионский титул. Дабровски завершила сезон на 3-м месте в парном рейтинге WTA, на одну позицию ниже Рутлифф, по ходу года поднимавшейся на первое место.
В декабре 2024 года Федерация тенниса Канады признала Дабровски и Оже-Альяссима игроками года. В конце года Дабровски сообщила, что в начале сезона у неё был диагностирован рак молочной железы. Она перенесла две операции, после которых некоторое время не могла даже достаточно высоко подбрасывать мяч при подаче, но сумела вернуться на корт и завоевала бронзовую олимпийскую медаль и титул победительницы Итогового турнира WTA.

## Итоговое место в рейтинге WTA по годам
| Год  | Одиночный рейтинг | Парный рейтинг |
| 2024 |                   | 3              |
| 2023 |                   | 8              |
| 2022 | 1012              | 7              |
| 2021 | 714               | 7              |
| 2020 | 484               | 10             |
| 2019 | 484               | 8              |
| 2018 | 461               | 10             |
| 2017 | 278               | 18             |
| 2016 | 704               | 39             |
| 2015 | 318               | 48             |
| 2014 | 164               | 58             |
| 2013 | 238               | 65             |
| 2012 | 395               | 138            |
| 2011 | 359               | 224            |
| 2010 | 494               | 321            |
| 2009 | 805               | 580            |
| 2008 | 865               | 371            |
| 2007 | 835               | 1 010          |

## Выступления в турнирах

### Финалы турнировITFв одиночном разряде (6)

#### Победы (2)
| Легенда:         |
| ---------------- |
| 100.000 USD (0)* |
| 75.000 USD (0)   |
| 50.000 USD (1+9) |
| 25.000 USD (1+3) |
| 10.000 USD (0)   |

| Титулы по покрытиям | Титулы по месту проведения матчей турнира |
| ------------------- | ----------------------------------------- |
| Хард (2+8)*         | Зал (2+6)                                 |
| Грунт (0+4)         | Зал (2+6)                                 |
| Трава (0)           | Открытый воздух (0+6)                     |
| Ковёр (0)           | Открытый воздух (0+6)                     |

* количество побед в одиночном разряде + количество побед в парном разряде.
| №  | Дата           | Турнир          | Покрытие   | Соперница в финале | Счёт           |
| 1. | 2 ноября 2014  | Торонто, Канада | Хард (зал) | Мария Санчес       | 6-4 2-6 7-6(7) |
| 2. | 27 ноября 2016 | Нашвилл, США    | Хард (зал) | Дженнифер Илие     | 7-6(6) 6-4     |

#### Поражения (4)
| №  | Дата           | Турнир          | Покрытие   | Соперница в финале | Счёт        |
| 1. | 6 ноября 2011  | Торонто, Канада | Хард (зал) | Амра Садикович     | 4-6 2-6     |
| 2. | 7 июля 2013    | Уотерлу, Канада | Грунт      | Юлия Глушко        | 1-6 3-6     |
| 3. | 10 ноября 2013 | Каптива, США    | Хард       | Мэнди Минелла      | 3-6 3-6     |
| 4. | 12 января 2014 | Виро-Бич, США   | Грунт      | Лаура Зигемунд     | 3-6 6-7(10) |

### Финалытурниров Большого шлемав женском парном разряде (3)

#### Победа (1)
| №  | Год  | Турнир                 | Покрытие | Партнёрша    | Соперницы в финале            | Счёт       |
| 1. | 2023 | Открытый чемпионат США | Хард     | Эрин Рутлифф | Вера Звонарёва Лаура Зигемунд | 7-6(9) 6-3 |

#### Поражения (2)
| №  | Год  | Турнир                  | Покрытие | Партнёрша    | Соперницы в финале                | Счёт          |
| 1. | 2019 | Уимблдонский турнир     | Трава    | Сюй Ифань    | Се Шувэй Барбора Стрыцова         | 2-6 4-6       |
| 2. | 2024 | Уимблдонский турнир (2) | Трава    | Эрин Рутлифф | Катерина Синякова Тейлор Таунсенд | 6-7(5) 6-7(1) |

### Финалы Итогового турнираWTAв парном разряде (1)

#### Победа (1)
| №  | Год  | Турнир                     | Покрытие   | Партнёрша    | Соперница в финале                | Счёт    |
| 1. | 2024 | Эр-Рияд, Саудовская Аравия | Хард (зал) | Эрин Рутлифф | Катерина Синякова Тейлор Таунсенд | 7-5 6-3 |

### Финалы турнировWTAв парном разряде (39)

#### Победы (19)
| Легенда:                                     |
| -------------------------------------------- |
| Турниры Большого шлема (0+1+2)*              |
| Олимпиада (0)                                |
| Итоговый турнир WTA (0+1)                    |
| Premier Mandatory / WTA 1000 Mandatory (0+2) |
| Premier 5 / WTA 1000 (0+3)                   |
| Premier / WTA 500 (0+6)                      |
| International / WTA 250 (0+6)                |

| Титулы по покрытиям | Титулы по месту проведения матчей турнира |
| ------------------- | ----------------------------------------- |
| Хард (0+13+1)*      | Зал (0+2)                                 |
| Грунт (0+3+1)       | Зал (0+2)                                 |
| Трава (0+3)         | Открытый воздух (0+17+2)                  |
| Ковёр (0)           | Открытый воздух (0+17+2)                  |

* количество побед в одиночном разряде + количество побед в парном разряде + количество побед в миксте.
| №   | Дата             | Турнир                    | Покрытие    | Партнёрша                  | Соперницы в финале                       | Счёт              |
| 1.  | 3 августа 2014   | Вашингтон, США            | Хард        | Сюко Аояма                 | Хироко Кувата Куруми Нара                | 6-1 6-2           |
| 2.  | 8 марта 2015     | Монтеррей, Мексика        | Хард        | Алиция Росольская          | Анастасия Родионова Арина Родионова      | 6-3 2-6 [10-3]    |
| 3.  | 19 июня 2016     | Мальорка, Испания         | Трава       | Мария Хосе Мартинес Санчес | Лаура Зигемунд Анна-Лена Фридзам         | 6-4 6-2           |
| 4.  | 2 апреля 2017    | Майами, США               | Хард        | Сюй Ифань                  | Саня Мирза Барбора Стрыцова              | 6-4 6-3           |
| 5.  | 26 августа 2017  | Нью-Хейвен, США           | Хард        | Сюй Ифань                  | Эшли Барти Кейси Деллакква               | 3-6 6-3 [10-8]    |
| 6.  | 12 января 2018   | Сидней, Австралия         | Хард        | Сюй Ифань                  | Андреа Сестини Главачкова Чжань Юнжань   | 6-3 6-1           |
| 7.  | 18 февраля 2018  | Доха, Катар               | Хард        | Елена Остапенко            | Андрея Клепач Мария Хосе Мартинес Санчес | 6-3 6-3           |
| 8.  | 30 июня 2018     | Истборн, Великобритания   | Трава       | Сюй Ифань                  | Ирина-Камелия Бегу Михаэла Бузарнеску    | 6-3 7-5           |
| 9.  | 25 мая 2019      | Нюрнберг, Германия        | Грунт       | Сюй Ифань                  | Николь Мелихар Шэрон Фичмен              | 4-6 7-6(5) [10-5] |
| 10. | 15 августа 2021  | Монреаль, Канада          | Хард        | Луиза Стефани              | Андрея Клепач Дарья Юрак                 | 6-3 6-4           |
| 11. | 7 мая 2022       | Мадрид, Испания           | Грунт       | Гильяна Ольмос             | Дезире Кравчик Деми Схюрс                | 7-6(1) 5-7 [10-7] |
| 12. | 18 сентября 2022 | Ченнаи, Индия             | Хард        | Луиза Стефани              | Анна Блинкова Натела Дзаламидзе          | 6-1 6-2           |
| 13. | 25 сентября 2022 | Токио, Япония             | Хард        | Гильяна Ольмос             | Николь Мелихар-Мартинес Эллен Перес      | 6-4 6-4           |
| 14. | 10 сентября 2023 | Открытый чемпионат США    | Хард        | Эрин Рутлифф               | Вера Звонарёва Лаура Зигемунд            | 7-6(9) 6-3        |
| 15. | 15 октября 2023  | Чжэнчжоу, Китай           | Хард        | Эрин Рутлифф               | Сюко Аояма Эна Сибахара                  | 6-2 6-4           |
| 16. | 16 июня 2024     | Ноттингем, Великобритания | Трава       | Эрин Рутлифф               | Хэрриет Дарт Диан Парри                  | 5-7 6-3 [11-9]    |
| 17. | 9 ноября 2024    | Итоговый турнир WTA       | Хард (зал)  | Эрин Рутлифф               | Катерина Синякова Тейлор Таунсенд        | 7-5 6-3           |
| 18. | 20 апреля 2025   | Штутгарт, Германия        | Грунт (зал) | Эрин Рутлифф               | Екатерина Александрова Чжан Шуай         | 6-3 6-3           |
| 19. | 17 августа 2025  | Цинциннати, США           | Хард        | Эрин Рутлифф               | Го Ханьюй Александра Панова              | 6-4 6-3           |

#### Поражения (20)
| №   | Дата             | Турнир                    | Покрытие   | Партнёрша         | Соперницы в финале                          | Счёт              |
| 1.  | 25 мая 2013      | Брюссель, Бельгия         | Грунт      | Шахар Пеер        | Анна-Лена Грёнефельд Квета Пешке            | 0-6 3-6           |
| 2.  | 13 октября 2013  | Линц, Австрия             | Хард (зал) | Алиция Росольская | Каролина Плишкова Кристина Плишкова         | 6-7(6) 4-6        |
| 3.  | 12 июня 2016     | Ноттингем, Великобритания | Трава      | Ян Чжаосюань      | Андреа Главачкова Пэн Шуай                  | 5-7 6-3 [7-10]    |
| 4.  | 14 января 2017   | Хобарт, Австралия         | Хард       | Ян Чжаосюань      | Йоана Ралука Олару Ольга Савчук             | 6-0 4-6 [5-10]    |
| 5.  | 6 октября 2018   | Пекин, Китай              | Хард       | Сюй Ифань         | Андреа Сестини Главачкова Барбора Стрыцова  | 6-4 4-6 [8-10]    |
| 6.  | 11 мая 2019      | Мадрид, Испания           | Грунт      | Сюй Ифань         | Се Шувэй Барбора Стрыцова                   | 3-6 1-6           |
| 7.  | 14 июля 2019     | Уимблдонский турнир       | Трава      | Сюй Ифань         | Се Шувэй Барбора Стрыцова                   | 2-6 4-6           |
| 8.  | 17 января 2020   | Аделаида, Австралия       | Хард       | Дарья Юрак        | Николь Мелихар Сюй Ифань                    | 6-2 5-7 [5-10]    |
| 9.  | 28 февраля 2020  | Доха, Катар               | Хард       | Елена Остапенко   | Се Шувэй Барбора Стрыцова                   | 2-6 7-5 [2-10]    |
| 10. | 25 октября 2020  | Острава, Чехия            | Хард (зал) | Луиза Стефани     | Элизе Мертенс Арина Соболенко               | 1-6 3-6           |
| 11. | 8 мая 2021       | Мадрид, Испания (2)       | Грунт      | Деми Схюрс        | Барбора Крейчикова Катерина Синякова        | 4-6 3-6           |
| 12. | 8 августа 2021   | Сан-Хосе, США             | Хард       | Луиза Стефани     | Андрея Клепач Дарья Юрак                    | 1-6 5-7           |
| 13. | 21 августа 2021  | Цинциннати, США           | Хард       | Луиза Стефани     | Саманта Стосур Чжан Шуай                    | 5-7 3-6           |
| 14. | 15 мая 2022      | Рим, Италия               | Грунт      | Гильяна Ольмос    | Вероника Кудерметова Анастасия Павлюченкова | 6-1 4-6 [7-10]    |
| 15. | 16 октября 2022  | Сан-Диего, США            | Хард       | Гильяна Ольмос    | Кори Гауфф Джессика Пегула                  | 6-1 5-7 [4-10]    |
| 16. | 23 сентября 2023 | Гвадалахара, Мексика      | Хард       | Эрин Рутлифф      | Элизе Мертенс Сторм Хантер                  | 6-3 2-6 [4-10]    |
| 17. | 31 марта 2024    | Майами, США               | Хард       | Эрин Рутлифф      | София Кенин Бетани Маттек-Сандс             | 6-4 6-7(5) [9-11] |
| 18. | 29 июня 2024     | Истборн, Великобритания   | Трава      | Эрин Рутлифф      | Людмила Киченок Елена Остапенко             | 7-5 6-7(2) [8-10] |
| 19. | 13 июля 2024     | Уимблдонский турнир (2)   | Трава      | Эрин Рутлифф      | Катерина Синякова Тейлор Таунсенд           | 6-7(5) 6-7(1)     |
| 20. | 12 августа 2024  | Торонто, Канада           | Хард       | Эрин Рутлифф      | Кэролайн Доулхайд Дезире Кравчик            | 6-7(2) 6-3 [7-10] |

### Финалы турнировITFв парном разряде (20)

#### Победы (12)
| №   | Дата            | Турнир              | Покрытие   | Партнёрша            | Соперницы в финале                   | Счёт              |
| 1.  | 11 ноября 2007  | Торонто, Канада     | Хард (зал) | Шэрон Фичмен         | Мария Фернанда Алвес Кристина Виллер | 6-3 6-0           |
| 2.  | 6 ноября 2010   | Торонто, Канада     | Хард (зал) | Шэрон Фичмен         | Бриттани Огастин Александра Мюллер   | 6-4 6-0           |
| 3.  | 7 ноября 2011   | Торонто, Канада     | Хард (зал) | Мари-Эв Пеллетье     | Тимея Бабош Джессика Пегула          | 7-5 6-7(5) [10-4] |
| 4.  | 13 мая 2012     | Роли, США           | Грунт      | Мари-Эв Пеллетье     | Александра Мюллер Эйжа Мухаммад      | 6-4 4-6 [10-5]    |
| 5.  | 28 октября 2012 | Сагеней, Канада     | Хард (зал) | Алла Кудрявцева      | Шэрон Фичмен Мари-Эв Пеллетье        | 6-2 6-2           |
| 6.  | 4 ноября 2012   | Торонто, Канада     | Хард (зал) | Алла Кудрявцева      | Эжени Бушар Джессика Пегула          | 6-2 7-6(2)        |
| 7.  | 5 мая 2013      | Висбаден, Германия  | Грунт      | Шэрон Фичмен         | Дина Пфиценмайер Анна Цая            | 6-3 6-3           |
| 8.  | 7 июля 2013     | Уотерлу, Канада     | Грунт      | Шэрон Фичмен         | Миса Эгути Эри Ходзуми               | 7-6(6) 6-3        |
| 9.  | 9 ноября 2013   | Каптива, США        | Хард       | Элли Уилл            | Джулия Босеруп Александра Мюллер     | 6-1 6-2           |
| 10. | 6 июля 2014     | Ферсмольд, Германия | Грунт      | Мариана Дуке Мариньо | Вероника Сепеде Роиг Штефани Фогт    | 6-4 6-2           |
| 11. | 9 ноября 2014   | Каптива, США        | Хард       | Анна Татишвили       | Эйжа Мухаммад Мария Санчес           | 6-3 6-3           |
| 12. | 6 ноября 2016   | Торонто, Канада     | Хард (зал) | Михаэлла Крайчек     | Эшли Вейнхольд Кейтлин Хуриски       | 6-4 6-3           |

#### Поражения (8)
| №  | Дата            | Турнир                    | Покрытие   | Партнёрша         | Соперницы в финале                  | Счёт            |
| 1. | 26 октября 2008 | Сагеней, Канада           | Хард (зал) | Шэрон Фичмен      | Каталин Мароши Марина Таварес       | 6-2 4-6 [4-10]  |
| 2. | 19 июня 2010    | Братислава, Словакия      | Грунт      | Шанталь Шкамлова  | Катарина Кахликова Ленка Тварошкова | 4-6 6-7(2)      |
| 3. | 22 января 2011  | Лутц, США                 | Грунт      | Шэрон Фичмен      | Машона Вашингтон Аша Ролле          | 4-6 4-6         |
| 4. | 30 октября 2011 | Сагеней, Канада           | Хард (зал) | Мари-Эв Пеллетье  | Тимея Бабош Джессика Пегула         | 4-6 3-6         |
| 5. | 19 мая 2012     | Салунга-Лендисвиль, США   | Хард       | Александра Мюллер | Сюй Цзеюй Макол Харкинс             | 3-6 4-6         |
| 6. | 14 июля 2012    | Уотерлу, Канада           | Грунт      | Сюко Аояма        | Мари-Эв Пеллетье Шэрон Фичмен       | 2-6 5-7         |
| 7. | 9 июня 2013     | Ноттингем, Великобритания | Трава      | Шэрон Фичмен      | Мария Санчес Никола Слейтер         | 6-4 3-6 [8-10]  |
| 8. | 2 ноября 2014   | Торонто, Канада           | Хард (зал) | Татьяна Мария     | Мария Санчес Тейлор Таунсенд        | 5-7 6-4 [13-15] |

### Финалытурниров Большого шлемав смешанном парном разряде (4)

#### Победы (2)
| №  | Год  | Турнир                       | Покрытие | Партнёр       | Соперники в финале               | Счёт            |
| 1. | 2017 | Открытый чемпионат Франции   | Грунт    | Рохан Бопанна | Анна-Лена Грёнефельд Роберт Фара | 2-6 6-2 [12-10] |
| 2. | 2018 | Открытый чемпионат Австралии | Хард     | Мате Павич    | Тимея Бабош Рохан Бопанна        | 2-6 6-4 [11-9]  |

#### Поражения (2)
| №  | Год  | Турнир                         | Покрытие | Партнёр    | Соперники в финале      | Счёт              |
| 1. | 2018 | Открытый чемпионат Франции     | Грунт    | Мате Павич | Чжань Юнжань Иван Додиг | 1-6 7-6(5) [8-10] |
| 2. | 2019 | Открытый чемпионат Франции (2) | Грунт    | Мате Павич | Чжань Юнжань Иван Додиг | 1-6 6-7(5)        |

### Финалы командных турниров (1)

#### Победа (1)
| №  | Год  | Турнир                | Команда                                                             | Соперницы в финале                                                        | Счёт |
| -- | ---- | --------------------- | ------------------------------------------------------------------- | ------------------------------------------------------------------------- | ---- |
| 1. | 2023 | Кубок Билли Джин Кинг | Канада Э. Бушар, Г. Дабровски, Р. Марино, М. Стакушич, Л. Фернандес | Италия Л. Бронцетти, Э. Коччаретто, Ж. Паолини, Л. Стефанини, М. Тревизан | 2:0  |

## История выступлений на турнирах
По состоянию на 14 июля 2025 года
Для того, чтобы предотвратить неразбериху и удваивание счета, информация в этой таблице корректируется только по окончании участия там данного игрока.
| Турнир                       | 2008          | 2013          | 2014          | 2015          | 2016          | 2017          | 2018          | 2019          | 2020          | 2021          | 2022          | 2023          | 2024  | 2025  | Итог   | В/П за карьеру |
| ---------------------------- | ------------- | ------------- | ------------- | ------------- | ------------- | ------------- | ------------- | ------------- | ------------- | ------------- | ------------- | ------------- | ----- | ----- | ------ | -------------- |
| Турниры Большого шлема       |               |               |               |               |               |               |               |               |               |               |               |               |       |       |        |                |
| Открытый чемпионат Австралии | -             | -             | -             | 3Р            | 1Р            | 2Р            | 1/4           | 1Р            | 1/4           | 2Р            | 2Р            | 3Р            | 1/2   | 1/2   | 0 / 11 | 20-11          |
| Открытый чемпионат Франции   | -             | -             | 2Р            | 1Р            | 2Р            | 3Р            | 3Р            | 1/4           | 3Р            | 3Р            | 3Р            | 3Р            | -     | -     | 0 / 10 | 15-10          |
| Уимблдонский турнир          | -             | К             | 1Р            | 1Р            | 2Р            | 1Р            | 1/2           | Ф             | НП            | 1Р            | 3Р            | 1Р            | Ф     | 1/4   | 0 / 11 | 20-11          |
| Открытый чемпионат США       | -             | -             | 3Р            | 1Р            | 1Р            | 1/4           | 2Р            | 1/4           | 1/4           | 1/2           | 1/4           | П             | 1/4   |       | 1 / 11 | 25-10          |
| Итог                         | 0 / 0         | 0 / 0         | 0 / 3         | 0 / 4         | 0 / 4         | 0 / 4         | 0 / 4         | 0 / 4         | 0 / 3         | 0 / 4         | 0 / 4         | 1 / 4         | 0 / 3 | 0 / 2 | 1 / 43 |                |
| В/П в сезоне                 | 0-0           | 0-0           | 3-3           | 2-4           | 2-4           | 6-4           | 10-4          | 11-4          | 6-3           | 6-4           | 7-4           | 9-3           | 11-3  | 7-2   |        | 80-42          |
| Олимпийские игры             |               |               |               |               |               |               |               |               |               |               |               |               |       |       |        |                |
| Летняя олимпиада             | -             | Не проводился | Не проводился | Не проводился | 2Р            | Не проводился | Не проводился | Не проводился | Не проводился | 1Р            | НП            | НП            | 2Р    | НП    | 0 / 3  | 2-3            |
| Итоговые турниры             |               |               |               |               |               |               |               |               |               |               |               |               |       |       |        |                |
| Итоговый турнир WTA          | -             | -             | -             | -             | -             | 1/4           | 1/4           | Гр            | НП            | -             | Гр            | 1/2           | П     |       | 1 / 6  | 10-7           |
| Трофей элиты                 | НП            | НП            | НП            | Гр            | -             | -             | -             | -             | Не проводился | Не проводился | Не проводился | -             | НП    | НП    | 0 / 1  | 0-2            |
| Турниры WTA 1000             |               |               |               |               |               |               |               |               |               |               |               |               |       |       |        |                |
| Доха                         | -             | -             | -             | ОС            | 1/2           | ОС            | П             | ОС            | Ф             | ОС            | 2Р            | ОС            | 2Р    | 2Р    | 1 / 6  | 12-5           |
| Дубай                        | Не WTA 1000   | Не WTA 1000   | Не WTA 1000   | 1Р            | ОС            | 1/4           | ОС            | 1/4           | ОС            | 1Р            | ОС            | -             | 1/2   | 2Р    | 0 / 6  | 5-6            |
| Индиан-Уэлс                  | -             | -             | -             | 1Р            | 1Р            | 1Р            | 1/2           | 1/2           | НП            | 2Р            | 1/2           | 1/4           | 2Р    | 2Р    | 0 / 10 | 14-10          |
| Майами                       | -             | -             | -             | 2Р            | 1Р            | П             | 1Р            | 1/4           | НП            | 1/2           | 2Р            | 1Р            | Ф     | 1Р    | 1 / 10 | 16-9           |
| Мадрид                       | -             | -             | 1Р            | 1Р            | 1Р            | 2Р            | 2Р            | Ф             | НП            | Ф             | П             | 1/4           | -     | 1Р    | 1 / 10 | 15-9           |
| Рим                          | -             | -             | 1Р            | 1/4           | 1Р            | 1Р            | 1/4           | 2Р            | 2Р            | 2Р            | Ф             | 1Р            | -     | 1/4   | 0 / 11 | 9-11           |
| Торонто / Монреаль           | 1Р            | 1/2           | 2Р            | 1Р            | 1Р            | 1/4           | 1Р            | 1/2           | НП            | П             | 1/2           | 2Р            | Ф     |       | 1 / 12 | 19-11          |
| Нью-Йорк / Цинциннати        | -             | -             | 1Р            | -             | 1Р            | 2Р            | -             | 2Р            | 1Р            | Ф             | 1/4           | 2Р            | -     |       | 0 / 8  | 8-8            |
| Пекин                        | -             | -             | -             | 2Р            | 1/2           | 1/4           | Ф             | 1/4           | Не проводился | Не проводился | Не проводился | 2Р            | 2Р    |       | 0 / 7  | 11-7           |
| Гвадалахара                  | Не проводился | Не проводился | Не проводился | Не проводился | Не проводился | Не проводился | Не проводился | Не проводился | Не проводился | Не проводился | 1/4           | Ф             | ОС    | ОС    | 0 / 2  | 4-2            |
| Ухань                        | -             | -             | -             | 1/4           | 2Р            | 1/4           | 1/4           | 2Р            | Не проводился | Не проводился | Не проводился | Не проводился | 1/4   |       | 0 / 6  | 7-6            |
| Итог                         | 0 / 1         | 0 / 1         | 0 / 4         | 0 / 8         | 0 / 9         | 1 / 9         | 1 / 8         | 0 / 9         | 0 / 3         | 1 / 7         | 1 / 8         | 0 / 8         | 0 / 7 | 0 / 6 | 4 / 88 |                |
| В/П в сезоне                 | 0-1           | 3-1           | 1-4           | 6-8           | 7-9           | 15-8          | 13-7          | 14-9          | 4-3           | 18-6          | 16-7          | 9-8           | 12-7  | 2-6   |        | 120-84         |

| Турнир                       | 2015  | 2016  | 2017          | 2018          | 2019          | 2020          | 2021  | 2022  | 2023  | 2024  | 2025  | Итог   | В/П за карьеру |
| ---------------------------- | ----- | ----- | ------------- | ------------- | ------------- | ------------- | ----- | ----- | ----- | ----- | ----- | ------ | -------------- |
| Турниры Большого шлема       |       |       |               |               |               |               |       |       |       |       |       |        |                |
| Открытый чемпионат Австралии | -     | -     | 1/4           | П             | 1/4           | 1/2           | 1/4   | 1P    | 2P    | 1/4   | 1P    | 1 / 9  | 17-8           |
| Открытый чемпионат Франции   | -     | -     | П             | Ф             | Ф             | НП            | 1P    | 1/2   | 1/2   | -     | -     | 1 / 6  | 18-5           |
| Уимблдонский турнир          | 1P    | 3P    | 1/4           | 3Р            | 3Р            | НП            | 1/4   | 1/4   | 1P    | 1P    | 1P    | 0 / 10 | 9-10           |
| Открытый чемпионат США       | -     | 1/4   | 1/4           | 2P            | 1/4           | НП            | 2P    | 2P    | 1P    | 1P    |       | 0 / 8  | 9-8            |
| Итог                         | 0 / 1 | 0 / 2 | 1 / 4         | 1 / 4         | 0 / 4         | 0 / 1         | 0 / 4 | 0 / 4 | 0 / 4 | 0 / 3 | 0 / 2 | 2 / 33 |                |
| В/П в сезоне                 | 0-1   | 4-2   | 11-3          | 10-3          | 9-4           | 3-1           | 5-4   | 6-4   | 3-4   | 2-3   | 0-2   |        | 53-31          |
| Олимпийские игры             |       |       |               |               |               |               |       |       |       |       |       |        |                |
| Летняя олимпиада             | НП    | -     | Не проводился | Не проводился | Не проводился | Не проводился | 1Р    | НП    | НП    | III   | НП    | 0 / 2  | 3-2            |